# ルイス・ブランダイス
ルイス・デンビッツ・ブランダイス（Louis Dembitz Brandeis, 1856年11月13日 - 1941年10月5日）は、アメリカの法律家。ハーバード大学ロー・スクール教授。合衆国最高裁判所陪席判事。

## 人物
ケンタッキー州に生まれる。両親ともチェコから移住したユダヤ教徒。1875年、ハーバード・ロー・スクール入学。1879年から1916年にかけて、ボストンで弁護士を開業していた。
1890年、元同僚のサミュエル・D・ウォーレン（Samuel D. Warren）とともにハーバード・ロー・レビュー（1890年12月15日号）にて論文『The Right to Privacy』を発表、初めてプライバシー権の法理を主張。
1907年から1914年の間に、オレゴン州・イリノイ州の女性10時間労働法、オハイオ州の9時間労働法、カリフォルニア州の8時間労働法、オレゴン州の最低賃金法などの違憲性を主張した。若干の州において、最低賃金法、独占禁止法などの合憲性を主張したりもした。
1907年から1913年までは、ニューヨーク・ニューヘイブン・アンド・ハートフォード鉄道の運輸独占に反対し、労働者の基本的権利を擁護した。
多くの事実的データを記した趣意書「Brandeis brief」の方式を導入した。
1916年、ウィルソン大統領によって、ユダヤ教徒最初の合衆国最高裁判所陪席判事に任命される。アメリカ労働法学の理論的基礎をなすような、多くの判決を下した。リベラルな立場からニュー・ディールの主な立法を合憲としたことが知られる。1939年退職。1941年に死去した。
シオニストとして、イスラエルの地にユダヤ教徒国家を再建しようとする運動を支持した。

## 著書
- Other people's money（1914年）
- Business, aprofession（1914年）
- The curse of bigness（1934年）
- On Zionism（1942年）